# Liga de Yugoslavia de waterpolo masculino
La Liga de Yugoslavia de waterpolo masculino era la competición más importante de waterpolo masculino entre clubes de Yugoslavia.
Después de la disolución de Yugoslavia desaparece la liga en 1991.

## Historial
Estos son los ganadores de liga:
- 1991: PK Jadran Split
- 1990: HAVK Mladost
- 1989: HAVK Mladost
- 1988: VK Partizan
- 1987: VK Partizan
- 1986: VK Primorac
- 1985: VK Jug Dubrovnik
- 1984: VK Partizan
- 1983: VK Jug Dubrovnik
- 1982: VK Jug Dubrovnik
- 1981: VK Jug Dubrovnik
- 1980: VK Jug Dubrovnik
- 1979: VK Partizan
- 1978: VK Partizan
- 1977: VK Partizan
- 1976: VK Partizan
- 1975: VK Partizan
- 1974: VK Partizan
- 1973: VK Partizan
- 1972: VK Partizan
- 1971: HAVK Mladost
- 1970: VK Partizan
- 1969: HAVK Mladost
- 1968: VK Partizan
- 1967: HAVK Mladost
- 1966: VK Partizan
- 1965: VK Partizan
- 1964: VK Partizan
- 1963: VK Partizan
- 1962: HAVK Mladost
- 1961: VK Mornar Split
- 1960: PK Jadran Split
- 1959: Jadran Herceg-Novi
- 1958: Jadran Herceg-Novi
- 1957: PK Jadran Split
- 1956: VK Mornar Split
- 1955: VK Mornar Split
- 1953: PK Jadran Split
- 1952: VK Mornar Split
- 1950: VK Jug Dubrovnik
- 1949: VK Jug Dubrovnik
- 1948: VK Hajduk Split
- 1947: VK Hajduk Split
- 1946: PK Jadran Split
- 1945: NR Hrvatska
- 1940: VK Jug Dubrovnik
- 1939: PK Jadran Split
- 1938: Viktorija Susak
- 1937: VK Jug Dubrovnik
- 1936: VK Jug Dubrovnik
- 1935: VK Jug Dubrovnik
- 1934: VK Jug Dubrovnik
- 1933: VK Jug Dubrovnik
- 1932: VK Jug Dubrovnik
- 1931: VK Jug Dubrovnik
- 1930: VK Jug Dubrovnik
- 1929: VK Jug Dubrovnik
- 1928: VK Jug Dubrovnik
- 1927: VK Jug Dubrovnik
- 1926: VK Jug Dubrovnik
- 1925: VK Jug Dubrovnik
- 1924: Polet Sombor
- 1923: Baluni Split
- 1922: Polet Sombor
- 1921: Polet Sombor